# Lipòxais
Lipòxais (en grec antic: Λιπόξαϊς) va ser, segons la mitologia grega, un rei mític dels escites i progenitor dels pobles d'Escítia.
Segons Heròdot, era fill del primer rei escita, Targítaos, i net de Zeus. Quan el seu pare va morir, va regnar inicialment juntament amb els seus germans Colàxais i Harpòxais. Heròdot explica que un dia van caure del cel quatre objectes d'or: una arada, un jou, una copa i una sàgaris (destral de guerra). Els germans es van acostar als objectes caiguts, primer Lipòxais i Harpòxais, però tan bon punt van anar a agafar-los els objectes es van incendiar. Quan Colàxais ho va intentar, el foc es va apagar i els va poder agafar a les mans. Davant del senyal diví, Lipòxais i Harpòxais van abdicar i Colàxais va ser l'únic rei.